# Joubert-Syndrom
Das Joubert-Syndrom, auch bekannt unter den Synonymen Joubert-Boltshauser-Syndrom, Vermis-Agenesie und Cerebello-Parenchymale Störung IV ist eine genetisch bedingte komplexe zentralnervöse Entwicklungs- und Funktionsbesonderheit beim Menschen auf der Grundlage einer Genmutation.
Das Syndrom ist angeboren, das heißt nicht im Verlauf des Lebens erworben, wobei eine Basisstörung bislang nicht bekannt ist.
Die Eigenständigkeit des Joubert-Syndroms als systematisch beschriebene (= nosologische) Besonderheit ist aufgrund des Fehlens einer Basisstörung noch nicht vollständig klar. Das heißt, man weiß noch nicht genau, ob es sich um ein eigenständiges Krankheitsbild oder um einen Zusammenschluss verschiedener Einzelerkrankungen handelt.
Die Häufigkeit des Auftretens verschiedener Besonderheiten legt jedoch den Schluss nahe, dass es sich um ein eigenständiges Krankheitsbild handelt, dessen Symptome eine gemeinsame Grundlage haben. Deshalb wird es in Fachbüchern als eigenständige Besonderheit behandelt.

## Häufigkeit
Die Häufigkeit liegt bei Neugeborenen zwischen 1:80.000 und 1:100.000.

## Merkmale
Das Joubert-Syndrom wird charakterisiert durch das Fehlen oder eine weitgehende Unterentwicklung der Struktur zwischen den beiden Teilen des Kleinhirns, des Vermis cerebelli (lat.: Vermis = Wurm, Cerebellum = Kleinhirn), der sie üblicherweise verbindet. Auch angrenzende Teile der Kleinhirnregionen sind stark unterentwickelt oder fehlen.
Bei einem Teil der Menschen mit Joubert-Syndrom bestehen Besonderheiten der Regenbogenhaut (Iris), Fehlbildungen der Netzhaut (Retina), der Zellschicht zwischen den Sehzellen und der darunter liegenden Aderhaut (retinales Pigmentepithel / RPE) sowie der Aderhaut (Chorioidea) selbst.

## Häufig auftretende Symptome
- pränatal: Ein offener Vermis cerebelli, der durch Ultraschall noch nach der ca. 18. Schwangerschaftswoche nachzuweisen ist, gilt als Softmarker für das Joubert-Syndrom
- anfallsweise auftretende Mehratmung (Hyperpnoe)
- beschleunigte Atemfrequenz von bis zu 100 Atemzügen in der Minute (Tachypnoe)
- Atemaussetzer / Atemstillstand (Apnoe)
- Bewegungsstörungen / Besonderheiten der Bewegungsabläufe (Ataxie)
- Rhythmische Vorverlagerung (Protrusion) der Zunge
- unwillkürliche rhythmische Bewegungen der Augen / Augenzittern (Nystagmus)
- rhythmisches Muskelzittern (Tremor)
- kognitive Behinderung
- am Hinterkopf bestehende Hervorwölbung von Hirnhäuten und das Eindringen von Hirngewebe in die gebildete Blase (Okzipitale Meningoenzephalozele)
- familienspezifisch Mangel- oder Fehlversorgung bzw. erblich bedingte Störungen und Veränderungen der Netzhaut im Auge (Retinadystrophie) und der Gewebesäcke in den Nieren, in denen sich Flüssigkeit oder Luft sammelt (Zystennieren, Häufigkeit: 2 %)
- Fehlbildungen von Netzhaut (Retina), Aderhaut (Chorioidea) und Sehnerv (Nervus opticus, Häufigkeit: 4 %)

## Weitere gelegentlich auftretende Symptome
- ein vergleichsweise kleiner Kopf (Mikrozephalie),
- am Hinterkopf gelegenes Knochenmarkgeschwulst (okzipitales Myelom)
- Tumoren der Zunge (Häufigkeit: 2 %),
- Holoprosenzephalie
- Polydaktylie (Vielfingrigkeit, Häufigkeit 8 %)

## Entwicklungsprognose
Über die Lebenserwartung von Kindern mit Joubert-Sydrom ist sich die Fachwelt nach wie vor nicht einig. Viele Kinder überleben das Kindesalter nicht, andere Kinder haben eine gute Entwicklungsprognose. Es sind inzwischen symptomatische Therapie- oder Behandlungsmöglichkeiten bekannt (Beatmung, kontinuierliche Monitorüberwachung (insbesondere SpO2), Intensivbetreuung, O2-Substitution bei Apnoe / zyanotischen Zuständen, Krankengymnastik, Frühförderung, Überwachung von Kopfumfang / Leber- / Nierenwerten, Sehhilfenversorgung). In Einzelfällen wird von einem stark positiven Einfluss auf die Lebensqualität durch frühzeitige Therapie als Kombination von Ergotherapie, Physiotherapie und Logopädie nach Konzepten von Padovan und Castillo-Morales berichtet. Das Syndrom ist jedoch nicht ursächlich heilbar.

## Genetik
Beide Geschlechter sind gleichermaßen häufig betroffen. Das Joubert-Syndrom folgt einem autosomal-rezessiven Erbgang, das heißt ein Kind kann die Besonderheit nur dann bekommen, wenn seine beiden biologischen Elternteile Träger einer bestimmten genetischen Besonderheit sind und diese an das Kind vererben.
Da Fälle von Joubert-Syndrom mit und ohne Fehlbildungen der Augen an Regenbogenhaut, Netzhaut und Aderhaut bisher noch nicht gemeinsam in einer Geschwisterschaft beobachtet wurden, werden für beide Formen unterschiedliche genetische Besonderheiten angenommen.
Das teilweise (partielle) Fehlen (Aplasie) des Kleinhirnwurms (Vermis cerebelli) mit lediglich noch Bewegungsstörungen (Ataxie) und Augenzittern (Nystagmus) ist wahrscheinlich X-chromosomal bedingt, das heißt die auslösende Genbesonderheit befindet sich auf dem X-Chromosom.

## Diagnose
Der Nachweis des Joubert-Syndroms bei einem Kind ist vorgeburtlich (= pränatal) zum Teil durch Methoden der Pränataldiagnostik mittels Magnetresonanztomographie bzw. Feinultraschall anhand des Fehlens bzw. der starken Unterentwicklung des Kleinhirnwurms (Vermis-Aplasie) möglich.
Eine starke interfamiliäre Variabilität der klinischen Symptomatik muss beachtet werden, das heißt die Ausprägung der Symptome kann von Familie zu Familie sehr verschieden sein. Eine Differentialdiagnose (das heißt man überprüft, ob die Symptome auf eine andere Besonderheit besser passen) zu Rett-Syndrom und CHOACH kann aufgrund des frühen Manifestationsalters, das heißt aufgrund des Alters, in dem die Besonderheit erstmals aufgetreten ist, gestellt werden.
Es bestehen genetische und bzw. oder klinische Beziehungen zum
- Mohr-Syndrom, Oro-fazio-digitales Syndrom Typ 6 (Varadi-Papp-Syndrom)
- Meckel-Syndrom[4]
- Smith-Lemli-Opitz-Syndrom
- CHARGE-Assoziation